# Christopher Carley
Christopher Carley (31 mei 1978) is een Amerikaans acteur. Carley is actief in het theater, in televisieseries en langspeelfilms.
Hij had reeds rollen in House M.D., Law & Order: Special Victims Unit, The Sopranos en Veronica Mars. Na een kleine rol in Lions for Lambs volgde in 2008 een hoofdrol in Gran Torino van en met Clint Eastwood.

## Films
- 2007: Lions for Lambs
- 2008: Gran Torino

- Biblioteca Nacional de España: XX5632232
- Gemeinsame Normdatei: 141384603
- International Standard Name Identifier: 0000 0001 1477 4507
- Library of Congress Control Number: no2009104203
- Nationale Bibliotheek van Tsjechië: xx0103130
- Nationale Bibliotheek van Israël: 987007452575205171
- Système universitaire de documentation: 135928877
- Virtual International Authority File: 91129970
- WorldCat: E39PBJyCy6Tt4MBjKcKWDYk7HC